# Det mystiske fund
Det mystiske fund (russisk: Таинственная находка) er en sovjetisk film fra 1953 af Boris Bunejev.

## Handling
Tre skolebørn fra Ruslands polarområder finder en gammel pistol. De forsøger at finde ud af pistolens oprindelse, hvilket leder til mange spændende oplysninger om området og om helten Gurja Gagarki. Gagargkis heroiske bedrifter under Krimkrigen styrkede moralen hos de partisaner, der kæmpede mod fjenden under den store patriotiske krig.
Drengenes undersøgelser knytter dem tættere sammen og de støttes undervejs af deres lærer og af pionerlederen, og drengen afslutter skoleåret med topkarakterer.

## Medvirkende
- Aleksej Aleksejev som Stepan Golovin
- Igor Bezjajev som Nikanor Sarvanov
- B. Dorotjov som Andrej
- Mikhail Gluzskij som Sergej Tjernysjev
- Nikolaj Grabbe